# 14 juin 1926
Le lundi 14 juin 1926 est le 165e jour de l'année 1926.

## Naissances
- Don Newcombe (mort le 19 février 2019), joueur américain de baseball
- Edith-Jane Bahr, auteur américaine de roman policier
- Hermann Kant (mort le 14 août 2016), personnalité politique allemande
- Kurt Schmied (mort le 9 décembre 2007), footballeur autrichien
- Otto Ziege (mort le 8 novembre 2014), coureur cycliste allemand
- Sergio Storel, peintre, poète et sculpteur italien
- Tage Ekfeldt (mort le 28 décembre 2005), athlète suédois

## Décès
- Antoine Barré (né le 28 décembre 1853), commandant
- Jacques Des Cressonnières (né le 6 novembre 1864), linguiste et avocat belge,
- Mary Cassatt (née le 22 mai 1844), artiste peintre américaine
- Oscar Van der Molen (né le 24 juillet 1850), politicien belge

## Événements
- Départ de Robert Sexé et Henri Andrieux, à la Porte Maillot de Paris, pour le 1er tour du monde à  moto (arrivé le 3 décembre 1926 à Bruxelles)